# Les Gens bien élevés
Singles de France Gall
Homme tout petit
(1969) La Manille et la Révolution
(1969)
Les Gens bien élevés est une chanson de France Gall. Elle est initialement parue en 1969 sur un EP. Quelques années plus tard, la chanson est incluse dans l'album France Gall (1973),.

## Développement et composition
La chanson est écrite par Hubert Giraud et Frank Gérald.

## Liste des pistes
EP 7" 45 tours Homme tout petit / L'Orage (La Pioggia) / Les Gens bien élevés / L'hiver est mort (1969, La Compagnie EP 102, France)
A1. Homme tout petit (2:38)
A2. L'Orage (La pioggia) (2:45)
B1. Les Gens bien élevés (2:20)
B2. L'hiver est mort (3:00)

## Classements
Homme tout petit / L'Orage (La Pioggia) / Les Gens bien élevés,,
| Classement (1969)                       | Meilleure position |
| --------------------------------------- | ------------------ |
| Belgique (Wallonie Ultratop 50 Singles) | 3                  |